# Міністерство оборони Індії
Міністерство оборони (МО) (IAST: Rakshā Mantrālaya) — відповідає за координацію та нагляд за всіма установами та функціями уряду, які безпосередньо стосуються національної безпеки та збройних сил Індії. Президент Індії є церемоніальним головнокомандуючим збройними силами країни. Міністерство оборони забезпечує політичну основу та ресурси для збройних сил для виконання ними своїх обов’язків у контексті оборони країни. Збройні сили Індії (включаючи армію Індії, ВПС Індії, ВМС Індії) та Берегова охорона Індії під керівництвом Міністерства оборони несуть основну відповідальність за забезпечення територіальної цілісності Індії.

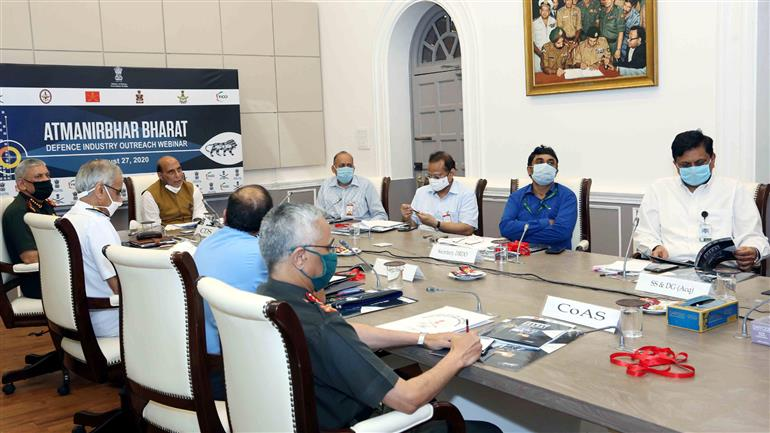
Міністр оборони Раджнатх Сінгх виступає на вебінарі з питань оборонної промисловості Атманірбхара Бхарата.

За даними Statista, Міністерство оборони є найбільшим роботодавцем у світі з 2,92 мільйона працівників.
Наразі Міністерство керуватиме та контролюватиме створення нового Університету національної оборони для підготовки військових та відповідних цивільних посадових осіб. Міністерство організовує та проводить святкування Дня Республіки та парад щороку в січні, приймаючи головного гостя. Міністерство має найбільший бюджет серед федеральних департаментів Індії і наразі займає третє місце за військовими витратами у світі серед країн світу.

## Історія
Військовий департамент був створений у Верховному уряді Англійської Ост-Індської компанії в Калькутті в 1776 році, головною функцією якого є аналіз і запис наказів, що стосуються армії, виданих різними департаментами уряду Ост-Індської компанії. Військовий департамент спочатку функціонував як філія Державного департаменту та вів список армійського персоналу.
Згідно зі Статутним актом 1833 року, Секретаріат уряду Ост-Індської компанії було реорганізовано в чотири департаменти, кожен з яких очолив секретар уряду. Армії в президентствах Бенгалії, Бомбея та Мадраса функціонували як відповідні президентські армії до квітня 1895 року, коли президентські армії були об'єднані в єдину індійську армію. Для адміністративної зручності він був поділений на чотири командування: Пенджаб (включаючи північно-західний кордон), Бенгалію (включаючи Бірму), Мадрас і Бомбей (включаючи Сінд, Кветту та Аден).

## Дивись також
- Організація оборонних досліджень і розробок
- Міністерство закордонних справ Індії